# يسرى كريم
يسرى كريم (مواليد 26 مارس 1997)، هي رياضية ألعاب قوى بارالمبية مغربية مُتخصصة في مُسابقات الرمي، وهي تُمثل المغرب حاليا في مُنافسات الألعاب البارالمبية.

## مسيرتها الرياضية
شاركت يسرى كريم في مُنافسات رفع الأثقال فئة وزن 58 كلغ خلال دورة الألعاب الأولمبية الصيفية للشباب 2014 في مدينة نانجينغ الصينية.
مثلت أيضا المغرب في مُنافسات رمي الجلة الخاصة بفئة F41 ‏ خلال دورة الألعاب البارالمبية الصيفية 2016، وقد أنهت مُشاركتها باحتلال المركز الرابع في الترتيب النهائي للمُنافسة، مع تحقيقها لرقم شخصي تمثل في رمية بمسافة 8.16 أمتار. بعد ذلك، مثلت يسرى المغرب في ألعاب القوى في الألعاب البارالمبية الصيفية 2020 – رمي القرص للنساء ضمن دورة الألعاب البارالمبية الصيفية 2020، لكنها هذه المرة أتت في المركز الثاني وتُوجت بالميدالية الفضية.

## وصلات خارجية
ّّ*يسرى كريم على موقع Paralympic.org (الإنجليزية)
- يسرى كريم على موقع IPC.InfostradaSports.com (مؤرشف) (الإنجليزية)
- يسرى كريم على موقع أوليمبيديا (الإنجليزية)